# サトゥ・マーレ
サトゥ・マーレまたはサトゥ・マレ（ルーマニア語：Satu Mare、発音/'sa.tu 'ma.re/; ハンガリー語: Szatmárnémeti, ドイツ語: Sathmar, イディッシュ語: סאטמאר (Satmar)）は、ルーマニア、サトゥ・マーレ県の都市。
現在ニューヨーク・エルサレム・ロンドンなどルーマニア国外に居住する、ハシディズム・ユダヤ教徒のサトマール派の発祥地である。

## 地理
ルーマニア北西部、ソメシュ川河岸にあり、ハンガリー国境から13 km, ウクライナ国境から27 kmしか離れていない。

## 人口
サトゥ・マーレの人口における民族分布は以下のとおりである。
- ルーマニア人：57.87%
- ハンガリー人：39.34%
- ドイツ人：1.18%
- ロマ人：0.96%

## 歴史
石器時代より人が定住していた。10世紀初頭、ハンガリーの年代記にゾトマール (Zotmar) という名の要塞があったことが記載されている。年代記によると、3日間の戦いの後、要塞はハンガリーが落としたという。1006年、ハンガリー王妃ギーゼラの要請で、ドイツ人が要塞周辺に移住した。のち、さらなるドイツ移民が、ソメシュ川対岸にミンティウという定住地をつくった。
1543年以後、要塞はバートリ家の所有となり、要塞の南側の防御のため、ソメシュ川の流れが変えられ、要塞はソメシュ川にかかる3つの橋によって通りと結ばれる島の上に建つことになった。1562年にはオスマン帝国軍に要塞を包囲され、次にハプスブルク軍に包囲された。トランシルヴァニア軍は、砦を燃やし、放棄した。その後、イタリアの様式を採用して、5つの塔を持つ五角形の要塞が再建された。
1712年から1715年に、サトゥ・マーレと対岸のミンティウは徐々に合併された。1721年、神聖ローマ皇帝カール6世は統合を認め、同時に王立自由都市とされた。
18世紀には都市化が始まり、蒸気による製粉所、レンガ工場、木製品工場、材木工場など、種々の工場が作られていった。また、19世紀には商業道の交差点の立地であるため、鉄道で周辺の自治体と結ばれた。サトゥ・マーレ - カレイ線は1871年に造られた。そして、1872年にサトゥ・マーレ - シゲトゥ・マルマツィエイ線が続き、1894年にはバイア・マーレ、1900年以降にはアルドゥド、ビクサドに接続した。
1918年のルーマニアとトランシルヴァニアの統一により、サトゥ・マーレはオーストリア＝ハンガリーの一部からルーマニアへ併合された。1940年に、第二次ウィーン裁定で、サトゥ・マーレを含む北トランシルヴァニア地域はハンガリーの所有になった。1944年10月に、都市はルーマニアに取り戻された。

## 経済
ハンガリー、ウクライナとの国境に近いため、流通と工業団地の位置に適している。サトゥ・マーレ工業団地は63 haの面積を持つ。サトゥ・マーレで工場を稼働させている会社は、エレクトロラックス、コンチネンタルなどがある。ドイツ、フランスの外資系小売業も市内でスーパーマーケットを展開している。

## 姉妹都市
- ニーレジハーザ、ハンガリー
- ジェシュフ、ポーランド
- シュヴァーツ (Schwaz)、オーストリア
- ヴォルフェンビュッテル、ドイツ
- ズトフェン、オランダ
- ベレホヴェ、ウクライナ
- ウージュホロド、ウクライナ